# Armand Neeskens
Armand Georges Neeskens (Baar, 12 juli 1992) is een Nederlands voormalig professioneel voetballer, die doorgaans als centraal verdediger uitkwam.

## Clubcarrière
Neeskens speelde in Nederland in de jeugdopleiding van VV Brederodes, maar toen zijn vader aan de slag ging bij FC Barcelona, ging hij ook mee naar Spanje. Daar speelde de verdediger vervolgens voor L'Hospitalet, omdat zijn vader 'een hype rond zijn zoon' vreesde. Later speelde hij voor Galatasaray, waar zijn vader assistent was van Frank Rijkaard. In 2011 sloot Armand Neeskens zich aan bij Telstar. Hij maakte op 16 maart 2012 zijn debuut voor Telstar. Op die dag werd met 3–0 verloren van FC Den Bosch. Rechtsback Andrew Marveggio kreeg in de tweede helft een rode kaart van scheidsrechter Rutger Bekebrede en daarna wisselde coach Jan Poortvliet middenvelder Cerilio Cijntje en kwam Neeskens rechtsachter te spelen. Op 27 april 2012 speelde hij zijn tweede en laatste wedstrijd voor Telstar, toen met 3–1 werd verloren bij SC Cambuur. Neeskens speelde dat duel op het middenveld, naast doelpuntenmaker Sjaak Lettinga. Na de wissel van Jerold Promes voor Sead Mazreku verhuisde hij naar het centrum van de defensie. Na één seizoen bij Telstar hield Neeskens het voor gezien en hij sloot zich aan bij de amateurs van VV De Meern. Een jaar later verkaste hij opnieuw; dit keer tekende hij bij Montfoort.

## Persoonlijk
Hij is de zoon van oud-profvoetballer Johan Neeskens, die uitkwam voor onder meer AFC Ajax en FC Barcelona.